# Alfonso Giordano

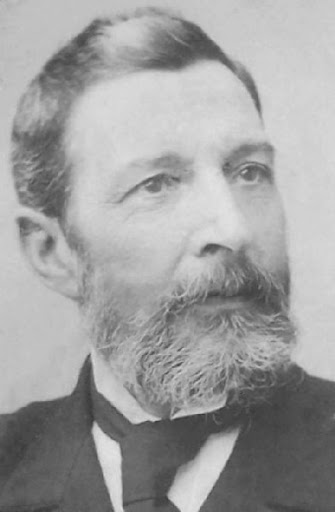
Alfonso Giordano

Alfonso Giordano (Lercara Friddi, 11 gennaio 1843 – Lercara Friddi, 15 luglio 1915) è stato un medico italiano pioniere della Medicina del lavoro, conosciuto per essere stato igienista e umanista.

## Biografia
Esercitando la professione nel luogo natale, fu quotidianamente a contatto con l'infelice classe operaia delle miniere di zolfo, cui dedicò, oltre all'esercizio giornaliero del proprio ministero, caratterizzato da grande umanità e valentia professionale, anche tutta la sua vita di studioso, fino a conseguire, primo in Sicilia, la libera docenza in igiene mineraria nella Università di Palermo dove insegnò per un decennio. Pertanto, sulle orme del Ramazzini (celebre medico carpigiano del XVIII secolo) rilevando e denunziando le deformazioni scheletriche dei derelitti "carusi", cioè dei minorenni impiegati nel duro ed usurante lavoro delle miniere di zolfo, scoprì e descrisse l'Anchilostomiasi, malattia sociale caratterizzata da profonda anemia, spesso mortale, se non diagnosticata e curata in tempo, che i minatori contraevano per l'abitudine di muoversi scalzi in miniera. Inoltre, affermò e cercò di documentare con i rudimentali mezzi di allora l'esistenza nei minatori di zolfo di una malattia che denominò theapneumoconiosi, determinata - analogamente a quanto accertato nelle miniere di carbone - dall'infiltrazione nel parenchima polmonare di particelle del giallo minerale, con esiti esiziali. Fu ispiratore delle norme giuridiche che fissarono all'epoca i limiti imposti nel lavoro delle miniere.
Intrattenne col grande Louis Pasteur per scopi scientifici una fitta corrispondenza, sì da divenirne amico ed ottenendo per intervento di lui il conferimento a Parigi della laurea honoris causa in igiene mineraria. Alla sua morte, avvenuta in Lercara il 15 luglio 1915, i minatori, grati per l'indefessa e altruistica attività del Giordano, che fu anche per due volte sindaco della cittadina, fecero collocare sulla casa Natale di lui una lapide del seguente tenore:
Il Comune di Palermo gli ha dedicato una via nei pressi del policlinico.

### Famiglia
È il nonno, tramite il figlio Stefano, di Alfonso Giordano, giudice che ha presieduto la Corte d'Assise, nel maxiprocesso di Palermo del 1986-1987.
Tramite il figlio Luigi, è nonno di Alfonso Giordano (1910 - 1990), medico chirurgo, professore di anatomia patologica, Accademico dei Lincei.